# 1815年の相撲
1815年の相撲（1815ねんのすもう）は、1815年の相撲関係のできごとについて述べる。

## 興行
- 3月場所（江戸相撲）[1]
  - 興行場所:西久保八幡宮社内
  - 4月10日（旧3月1日）より晴天10日間興行
- 8月場所（京都相撲）[2]
  - 興行場所:二条川東
  - 9月4日（旧8月2日）より晴天10日間興行
- 9月場所（大坂相撲）[2]
  - 興行場所:難波新地
- 11月場所（江戸相撲）[3]
  - 興行場所:麹町拾町忌法境内
  - 12月12日（旧11月12日）より晴天10日間興行